# Dunbaria glandulosa
Dunbaria glandulosa är en ärtväxtart som först beskrevs av Nicol Alexander Dalzell och Alexander Gibson, och fick sitt nu gällande namn av David Prain. Dunbaria glandulosa ingår i släktet Dunbaria och familjen ärtväxter. Inga underarter finns listade i Catalogue of Life.